# Língua xindau
O xindau (em xindau: xiNdau ou ndau) é o idioma falado pelos ndaus, grupo étnico que habita partes de Moçambique e Zimbábue.
É parte da família linguística xona, falado nos distritos do sul da província de Sofala, Machanga, Chibabava, Búzi, bem como em Nhamatanda, Dondo e Beira (Bangwe), assim como em Machaze e Mossurize, na província de Manica (Danda). Também é falado em Nova Mambone, no norte da província de Inhambane).
Os ndaus também falam o português, em Moçambique, e o inglês, no Zimbábue. Neste país é falado principalmente nos distritos de Chipinge e Chimanimani.
Segundo o Ethnologue, estimou-se que havia cerca de 1 900 000 falantes do ndau em Moçambique e 800 000 no Zimbábue.